# Albano Pera
Albano Pera, né le 13 février 1950 à Capannori, est un tireur sportif italien. 

## Carrière
Albano Pera participe aux Jeux olympiques de 1996 à Atlanta où il remporte la médaille d'argent en double trap. Il est également champion d'Europe en 1988.